# Anochetus lucidus
Anochetus lucidus är en myrart som beskrevs av De Andrade 1994. Anochetus lucidus ingår i släktet Anochetus och familjen myror. Inga underarter finns listade i Catalogue of Life.

## Bildgalleri

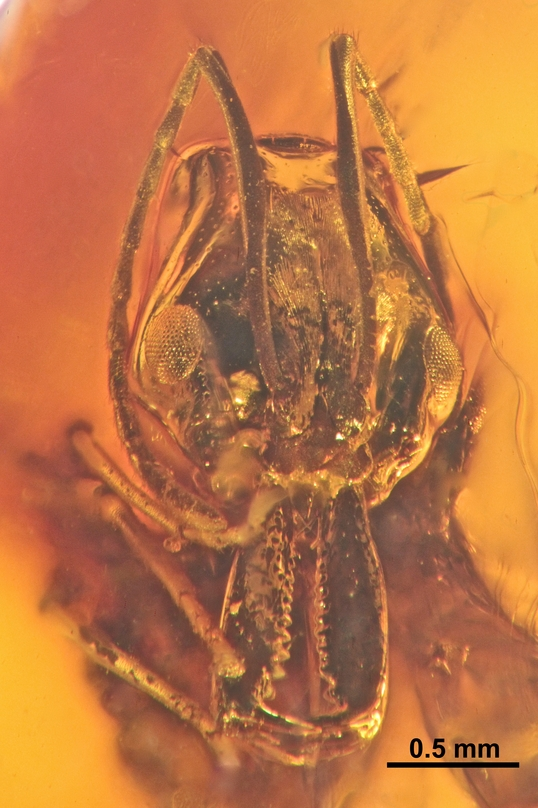